# Camanongue
Camanongue ist eine Kleinstadt und ein Landkreis im Osten Angolas.

## Geschichte
Unter portugiesischer Kolonialverwaltung trug die Kleinstadt (Vila) den portugiesischen Ortsnamen Vila do Buçaco, nach dem historischen portugiesischen Ort Buçaco. Nach der Unabhängigkeit Angolas 1975 erhielt der Ort seine heutige Bezeichnung.

## Verwaltung
Camanongue ist Sitz eines gleichnamigen Kreises (Município) der Provinz Moxico. Im Kreis Camamongue leben etwa 65.000 Menschen (Schätzung 2014). Die Volkszählung 2014 soll fortan für gesicherte Bevölkerungszahlen sorgen.
Der Kreis Camanongue besteht aus nur einer, gleichnamigen Gemeinde (Comuna).